# Ulrich Schultz-Venrath
Ulrich Schultz-Venrath, geborener Schultz (* 1952) ist ein deutscher Arzt für Psychosomatik, Psychotherapie und Nervenheilkunde sowie Psychoanalytiker, Gruppenlehranalytiker, Autor und Herausgeber. Schultz-Venrath arbeitet in eigener Praxis in Köln. Er ist Professor für Psychosomatik an der Universität Witten/Herdecke.

## Leben und Wirken
Nach dem Abitur am Wilhelmsgymnasium in München studierte Schultz-Venrath Philosophie und Medizin in Aachen und später in Berlin, wo er 1983 mit der Arbeit Berufsvorschläge für Rehabilitanden mit Epilepsie nach Arbeitserprobung, medizinische, soziale und psychologische Bestimmungsfaktoren promovierte.
Von 1980 bis 1990 war er wissenschaftlicher Assistenzarzt in der Abteilung für Klinische Neurophysiologie (Stanislaw Kubitzki) und Neurologie (Dieter Janz) am Universitätsklinikum der Freien Universität Berlin. Dazwischen folgten Ausbildungen zum Facharzt für Nervenheilkunde in der Neurologisch-Psychiatrischen Abteilung Havelhöhe. Von 1987 bis 1989 war er wissenschaftlicher Angestellter am Institut für Psychosomatische Medizin und Psychotherapie der Universitätskliniken Köln, wo er von 1990 his 1996 als Leitender Oberarzt und stellvertretender Leiter der Neurologischen Abteilung des Gemeinschaftskrankenhauses Herdecke (Wilhelm Rimpau) tätig war. Schultz-Venrath habilitierte sich 1993 an der Universität Witten/Herdecke und wurde dort 1997 zum Professor ernannt. Von 1997 bis 1998 war er Ärztlicher Direktor der Psychotherapeutischen Klinik Stuttgart-Sonnenberg. Danach leitete er von 1999 bis 2019 als Chefarzt die Klinik für Psychiatrie, Psychotherapie und Psychosomatik im Evangelischen Krankenhaus Bergisch Gladbach. Seitdem privatärztlich in eigener Praxis für Psychosomatische Medizin und Psychotherapie sowie MBT und MBT-G als MBT-Therapeut und -Supervisor in Köln tätig. Seit 2021 Vorsitzender des Instituts für Gruppenanalyse und Gruppenpsychotherapie (IGAM e.V.) Köln / Münster.
Neben frühen Publikationen zur Geschichte der Psychoanalyse, Psychosomatik sowie zur Medizin im Nationalsozialismus fokussieren sich seine jüngeren Werke auf die Einführung und Entwicklung der Mentalisierungsbasierten Psychotherapie („Mentalization-based treatment“, kurz MBT) in Einzel- und Gruppentherapien (MBT-G). MBT und MBT-G wurde für Patienten mit Persönlichkeitsstörungen an einer Tagesklinik in London entwickelt, hat sich inzwischen aber auch für andere psychische und psychosomatische Störungen bewährt. Schultz-Venrath kam mit dieser Methode in Kontakt, nachdem er an einem Research Summer School Training of Psychoanalysis von Peter Fonagy am University College London teilnahm. Mit einer Arbeitsgruppe um die Londoner Psychotherapeuten Fonagy sowie Anthony Bateman und Patrick Luyten entwickelte Schultz-Venrath das Konzept von MBT in Deutschland weiter und machte es dort populär. Hierzu trug wesentlich sein Grundlagenwerk Lehrbuch Mentalisieren (erschienen bei Klett-Cotta) bei. Er ist Herausgeber der Reihe Mentalisieren in Klinik und Praxis (Klett-Cotta).

## Ehrung
- Nachwuchspreis der Deutschen Psychoanalytischen Vereinigung (DPV) für die Habilitationsschrift: Ernst Simmels Psychoanalytische Klinik „Sanatorium Schloss Tegel GmbH“ (1927–1931) – Beitrag zur Wissenschaftsgeschichte einer psychoanalytischen Psychosomatik.

## Veröffentlichungen (Auswahl)

### Als Herausgeber
- mit Gerhard Baader: Medizin und Nationalsozialismus. 4. Auflage. Verlagsgesellschaft Gesundheit / Mabuse-Verlag, 1989, ISBN 3-925499-21-0.
- mit Ludger Hermanns: Ernst Simmel. Psychoanalyse und ihre Anwendungen. Ausgewählte Schriften. Fischer Taschenbuch Verlag, Frankfurt 1993, ISBN 3-596-11348-2.
- Psychotherapien in Tageskliniken – Historische Perspektiven und zukünftige Aufgaben. Medizinisch Wissenschaftliche Verlagsgesellschaft, Berlin 2011, ISBN 978-3-941468-42-9.
- mit Thomas Auchter, Christian Büttner und Hans-Jürgen Wirth: Der 11. September. Psychoanalytische, psychosoziale und psychohistorische Analysen von Terror und Trauma. Psychosozial-Verlag, Gießen, ISBN 3-89806-247-3, S. 108–128.
- Mentalisieren in Klinik und Praxis. Reihe bei Klett-Cotta.
  - Mentalisieren in Gruppen (Ulrich Schultz-Venrath und Helga Felsberger). 2016, ISBN 978-3-608-96156-0.
  - Mentalisieren bei Depressionen (Lenka Staun). 2017, ISBN 978-3-608-96139-3.
  - Mentalisieren mit Kindern und Jugendlichen (Maria Teresa Diez Grieser und Roland Müller). 2018, ISBN 978-3-608-96151-5, 4. Aufl., 2024, ISBN 978-3-608-96620-6
  - Mentalisieren mit Paaren (Peter Rottländer). 2020, ISBN 978-3-608-96454-7.
  - Mentalisieren des Körpers (Ulrich Schultz-Venrath). 2021, ISBN 978-3-608-20373-8. 2. Aufl. 2025, ISBN 978-3-608-2 0684-5
  - Mentalisieren bei Persönlichkeitsstörungen (Sebastian Euler). 2021, ISBN 97 8-3-608-96288-8.
  - Mentalisieren bei Traumatisierungen (Maria Teresa Diez Grieser). 2022, ISBN 978-3-608-98386-9<
- mit Ludger M. Hermanns: Gruppenanalyse in Selbstdarstellungen. Teil 1. Vandenhoeck & Ruprecht, Göttingen 2024, ISBN 978-3-525-45033-8.
- mit Ludger M. Hermanns: Gruppenanalyse in Selbstdarstellungen. Teil 2. Vandenhoeck und Ruprecht, Göttingen 2025, ISBN
- 978-3-525-40835-3

### Als Autor
- mit Mechthilde Kütemeyer, Andreas Kern und Wolfgang Hepp: Traumatic occlusion of both internal carotid arteries. In: J Neurol. Band 231, 1984, S. 233–236.
- mit Ludger Hermanns: Das Sanatorium Schloss Tegel Ernst Simmels. Zur Geschichte und Konzeption der ersten Psychoanalytischen Klinik. In: PPMP -Psychotherapie, Psychosomatik, medizinische Psychologie. Nr. 37, 1987, S. 58–67, ISSN 0937-2032.
- mit Mechthilde Kütemeyer: Frühe psychoanalytische Schmerzauffassungen. In: PPmP Psychother Psychosom med Psychol. Band 39, 1989, S. 185–192.
- mit Ludger Hermanns: „Und doch wäre ich...beinahe Berliner geworden“- Sigmund Freud im Sanatorium Schloß Tegel. In: Zeitschrift für psychoanalytische Theorie und Praxis. Band 5, Nr. 78–88, 1990.
- mit Ludger Hermanns: Gleichschaltung zur Ganzheit – Gab es eine Psychosomatik im Nationalsozialismus? In: H.-E. Richter, M. Wirsching (Hrsg.): Neues Denken in der Psychosomatik. Fischer Taschenbuch Verlag, Frankfurt am Main 1991, S. 83–103.
- Der Missbrauch von Geschichte als transgenerationelles Traumatisierungsphänomen. In: Psyche - Z Psychoanal. Band 46, 1995, S. 392–403.
- Ernst Simmel – ein Pionier der Psychotherapeutischen Medizin? In: Psychotherapeut. Band 41, 1996, S. 107–115.
- mit Gabriele Lutz und Martin Butzlaff: Looking back on low back pain: trial and error of diagnoses in the 20th century. In: Spine. Band 28, Nr. 16, 2003, S. 1899–1905.
- mit Bert te Wildt: Magical Ideation – Defense Mechanism or Neuropathology? A study with Multiple Sclerosis Patients. In: Psychopathology. Band 37, 2004, S. 141–144.
- Mentalisierungsgestützte Gruppenpsychotherapie. Zur Veränderung therapeutischer Interventionsstile. In: Gruppenpsychother Gruppendynamik. Band 44, 2008, S. 135–149.
- Das Gehirn in der Gruppe oder die Gruppe im Gehirn – Zur Neurobiologie des Mentalisierens in Gruppenpsychotherapien. In: Gruppenpsychother. Gruppendynamik. Band 47, 2011, S. 111–140.
- mit Tanja Brand, Sebastian Euler und Sarah Fuhrländer: Mentalisierungsbasierte Therapie (MBT) für Persönlichkeitsstörungen - ein (neues) Paradigma für behaviorale und psychodynamische Psychotherapien? In: Schweizer Archiv für Neurologie und Psychiatrie. Band 163, Nr. 5, 2012, S. 179–186.
- Lehrbuch Mentalisieren – Psychotherapien wirksam gestalten. 3., überarb. Auflage. Klett-Cotta Verlag, Stuttgart 2015, ISBN 978-3-608-94544-7.
- mit Tanja Brand, Elke Barzynski, Sarah Fuhrländer und Dagmar Hecke: Psychodynamische versus mentalisierungsbasierte Gruppenpsychotherapie – Versorgungsforschung in einer Tagesklinik. In: Gruppenpsychother Gruppendynamik. Band 49, 2013, S. 350–369.
- mit Tanja Brand, Dagmar Hecke und Christian Rietz: Therapieeffekte mentalisierungsbasierter und psychodynamischer Gruppenpsychotherapie in einer randomisierten Tagesklinik-Studie. In: Gruppenpsychother Gruppendynamik. Band 52, 2016, S. 156–174.
- mit Dagmar Hecke, Tanja Brand und Christian Rietz: Prozess-Outcome-Studie zum Gruppenklima in psychodynamischer und mentalisierungsbasierter Gruppenpsychotherapie in einem tagesklinischen Setting. In: Gruppenpsychother Gruppendynamik. Band 52, S. 175–192.
- mit Ludger Hermanns: Ernst Simmel oder die Psycho-Klinik der Zukunft. In: Andrea Geisthövel, Bettina Hitzer (Hrsg.): Auf der Suche nach einer anderen Medizin – Psychosomatik im 20. Jahrhundert. Suhrkamp Taschenbuch Wissenschaft, Frankfurt am Main 2019, S. 124–132.
- mit Mathias Lohmer: Mentalisierungsbasierte (MBT) und Übertragungsfokussierte Psychotherapie (TFP). Neue Ansätze für die Weiterentwicklung der Tiefenpsychologischen Psychotherapie (TP). In: Psychodynamische Psychotherapie. Band 19, Nr. 2, 2020, S. 138–152.
- mit Paul L. Janssen und Wolfgang Schneider: Zur Weiterbildung in psychodynamischer Psychotherapie. In: PdP - Psychodynamische Psychotherapie. Band 2, 2021, S. 153–164.
- mit Alexander Niecke, Ingmar Niecke und Paul L. Janssen: D3G-zertifiziertes Kerncurriculum für Psychodynamische Gruppentherapie(n) – ein Update. Gruppenpsychother Gruppendynamik, 59, 2023, S. 276–286.
- Mentalizing the Body: Integrating Body and Mind in Psychotherapy. Routledge, London 2024, ISBN  978-1-032-38486-3.